# NGC 2959
NGC 2959 est une galaxie spirale intermédiaire vue de face et située dans la constellation de la Grande Ourse. NGC 2959 a été découverte par l'astronome britannique John Herschel en 1831.

## Caractéristiques
Sa vitesse par rapport au fond diffus cosmologique est de 4 525 ± 6 km/s, ce qui correspond à une distance de Hubble de 66,7 ± 4,7 Mpc (∼218 millions d'al).
La classe de luminosité de NGC 2959 est I-II et elle présente une large raie HI.
Selon la base de données Simbad, NGC 2959 est une galaxie LINER, c'est-à-dire une galaxie dont le noyau présente un spectre d'émission caractérisé par de larges raies d'atomes faiblement ionisés.

## Paire de galaxies?
Les galaxies NGC 2959 et NGC 2961 sont près l'une de l'autre sur la sphère céleste et à des distances semblables. Elles forment peut-être une paire de galaxies, mais aucune source ne le mentionne. D'ailleurs, le professeur Seligman souligne qu'il n'y a aucun indice d'interaction entre les deux et qu'elles sont probablement à des millions d'années-lumière l'une de l'autre. Il se pourrait donc aussi qu'elles ne constituent pas une paire physique.